# Carly Fiorina

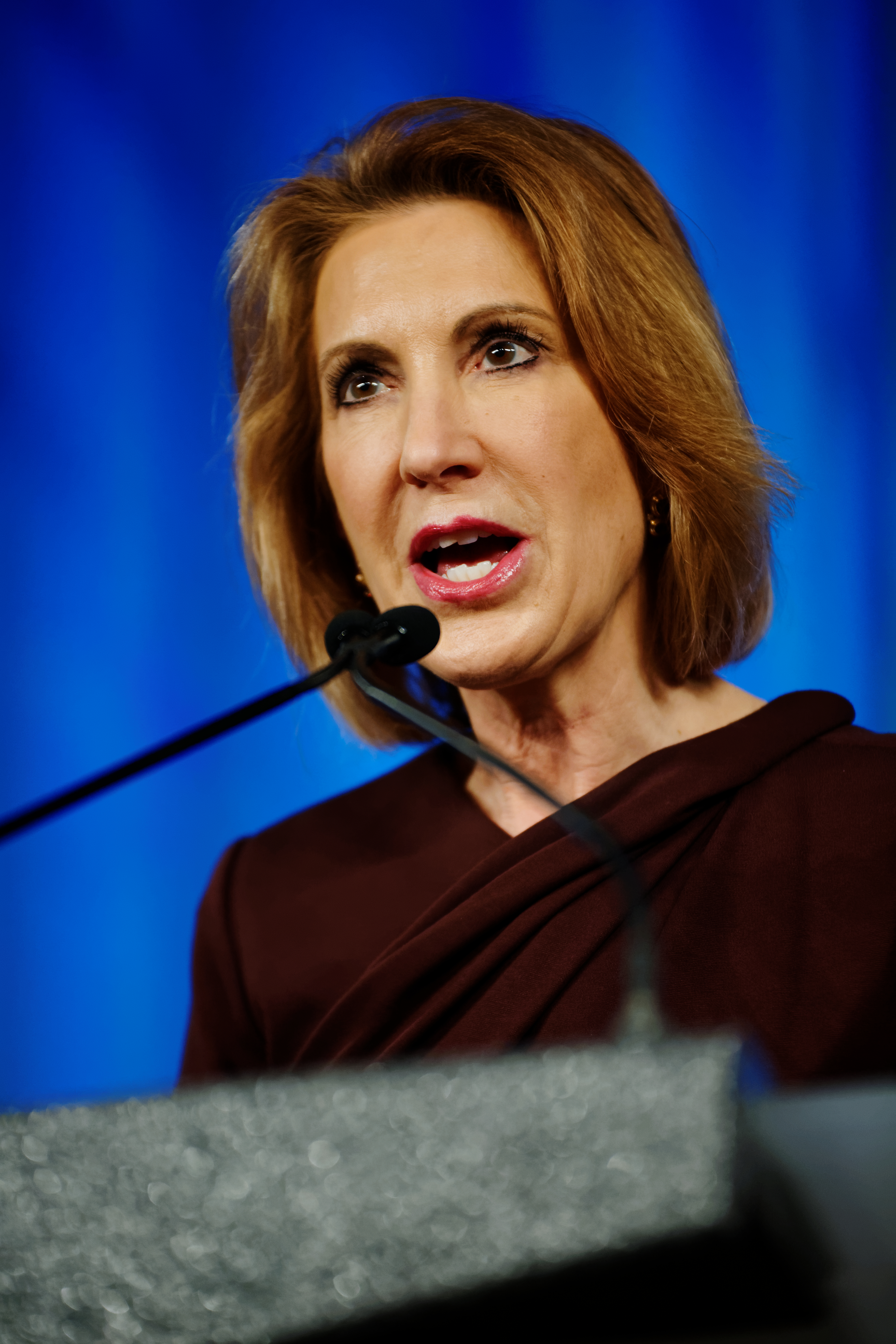
Carly Fiorina (2015)

Cara Carleton „Carly“ Fiorina (* 6. September 1954 in Austin, Texas, als Cara Carleton Sneed) ist eine US-amerikanische Politikerin und frühere Managerin. Die studierte Geistes- und Wirtschaftswissenschaftlerin kam als erste Frau an die Spitze eines bei den Top-20 des Fortune Magazines gelisteten Unternehmens. Von 1999 bis 2005 war sie Chief Executive Officer des amerikanischen Technologieunternehmens Hewlett-Packard und führte 2002 die umstrittene Übernahme des Konkurrenten Compaq durch.
Politisch engagiert Fiorina sich für die Republikanische Partei und gehörte unter anderem zu den Beratern von John McCain während dessen Präsidentschaftskandidatur 2008. Sie hatte führende Positionen bei staatlichen Stellen im Sicherheits- und Geheimdienst-Bereich inne und kandidierte 2010 in Kalifornien für einen Sitz im US-Senat sowie in der parteiinternen Vorwahl für die US‑Präsidentschaftswahl 2016.

## Berufsleben

### Studium
Fiorina besuchte die Stanford University und machte ihren Bachelor in Mediävistik und Philosophie. An der University of California, Los Angeles, studierte sie ein Semester Jura. Anschließend studierte sie Wirtschaftswissenschaften an der University of Maryland und erhielt den MBA. Später unterbrach sie ihre Karriere, um ein einjähriges Managementstudium an der MIT Sloan School of Management zu absolvieren.

### Management
Fiorina begann ihre Managementlaufbahn im Vertrieb von AT&T/Longlines und wechselte später zu AT&T/Network Systems, aus dem nach der Zerschlagung von AT&T das eigenständige Unternehmen Lucent Technologies hervorging.

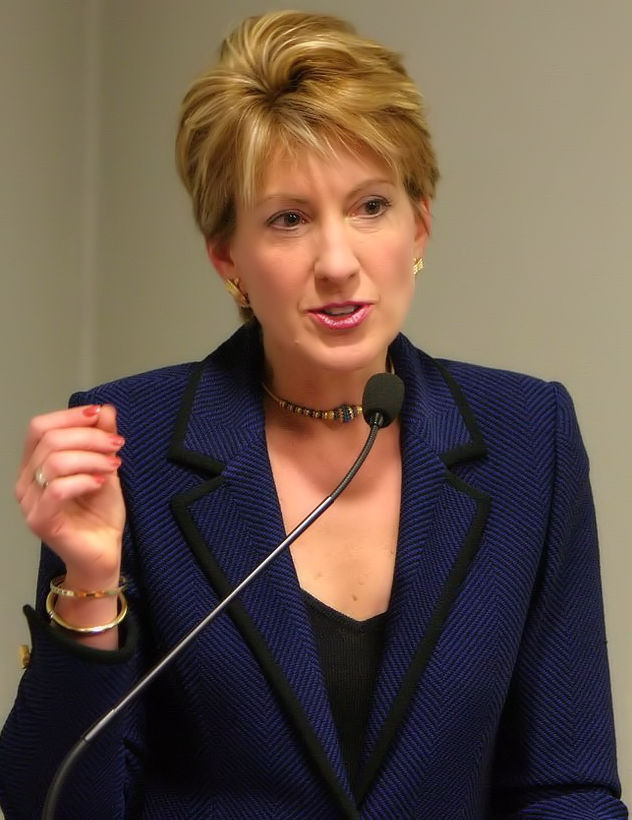
Fiorina als CEO von HP (2004)

Im Juli 1999 trat Fiorina die Stelle des CEO von Hewlett-Packard an und übernahm im Januar 2000 auch den Vorsitz des Verwaltungsrats. Ihre Wahl wurde in der Presse als überraschend kommentiert, da sie als Outsiderin angeblich nicht über ausreichende Branchenkenntnis verfüge. Fiorina sah ihre Hauptaufgabe in der Zentralisierung, Konsolidierung und Verkaufsorientierung des dezentralen und von einer Ingenieurskultur geprägten Unternehmens. Um auf dem PC- und Servermarkt die Marktführerschaft zu gewinnen, führte sie im Jahr 2002 die Übernahme von Compaq durch, die in der Branche auf Ablehnung stieß und die Börsenkurse beider Unternehmen kurzzeitig stark fallen ließ.
In ihrer Zeit bei Hewlett-Packard blieb Fiorina umstritten, trotz ihrer Erfolge in der Umsatzsteigerung und der finanziellen Konsolidierung des Unternehmens. Ihr wurden unter anderem mangelnde Branchenkenntnis sowie weitreichende Entlassungen vorgeworfen (bis Ende 2003 verloren 15.000 Mitarbeiter ihre Stelle). Managementexperten vergleichen ihre Leistung bei Hewlett-Packard dagegen mit Lou Gerstners Turnaround von IBM. Von 2000 bis 2005 wurde Fiorina vom US-Wirtschaftsmagazin Fortune sechs Jahre in Folge zur mächtigsten Frau in der Wirtschaft gekürt.
Nach internen Auseinandersetzungen mit dem Verwaltungsrat von Hewlett-Packard über die Weitergabe vertraulicher Informationen an die Presse entließ dieser Fiorina am 9. Februar 2005 ohne Angabe von Gründen. Ihre Abfindung belief sich auf insgesamt mehr als 21 Millionen US-Dollar.
Nach den Terroranschlägen des 11. September unterstützte sie die National Security Agency und war in führender Stelle beim Defense Business Board des Pentagons und beim External Advisory Board der Central Intelligence Agency.
Im Herbst 2006 veröffentlichte sie ihre Autobiografie unter dem Titel Tough Choices (wörtlich „Schwierige Entscheidungen“, Titel der deutschen Ausgabe: Mit harten Bandagen).

### Politik
Fiorina ist Mitglied der Republikanischen Partei. Sie war 2003 Teil einer Gruppe, die den kalifornischen Gouverneur Arnold Schwarzenegger bei der Zusammenstellung seiner Regierung beriet. Im Präsidentschaftswahlkampf 2008 unterstützte sie John McCain. Im August 2009 verkündete sie ihr Interesse an einer Kandidatur zur Wahl des kalifornischen Vertreters im US-Senat und im November dann ihre Kandidatur. Am 8. Juni 2010 wurde sie mit 56,5 % der abgegebenen Stimmen zur republikanischen Herausforderin der demokratischen Senatorin Barbara Boxer gewählt, gegen die sie im November desselben Jahres dann mit 43,3 % der Wählerstimmen verlor.
Anfang Mai 2015 gab sie ihre Präsidentschaftskandidatur bekannt.  Aufgrund schlechter Ergebnisse bei den beiden ersten Vorwahlen zog Fiorina am 10. Februar 2016 ihre Bewerbung zurück.
Der republikanische Präsidentschaftsbewerber Ted Cruz nominierte Fiorina im Vorwahlkampf 2016 am 28. April 2016 als Running Mate und Kandidatin für das Amt der Vizepräsidentin. Während dies in Wahlkämpfen eher unüblich ist, da Kandidaten ihre Anwärter auf das Vizepräsidentenamt regelfalls erst dann verkünden, wenn sie selbst als Kandidat bereits feststehen, hatte Cruz ungewöhnlicherweise noch bis zur vorletzten Vorwahl die Chance auf den Sieg gehabt und seine Ambitionen damit unterstreichen wollen. Nach seinem schlechten Abschneiden bei der Primary in Indiana am 3. Mai 2016 gab er jedoch die Kandidatur auf.
Aus Fiorinas Umgebung wurde im April 2017 bekannt, dass sie eine Kandidatur für den US-Senat in Virginia gegen den Mandatsinhaber Tim Kaine bei der Wahl 2018 anstrebte, verzichtete aber im September 2017 auf eine Kandidatur: Außerhalb des „Systems“ könne sie mehr erreichen.
Im August 2020 gab Fiorina bekannt, dass sie bei der Präsidentschaftswahl 2020 Joe Biden, den Kandidaten der Demokratischen Partei, wählen werde.

## Schriften
- Carly Fiorina: Tough Choices. A Memoir. Portfolio, New York 2006, ISBN 1-59184-133-X.
- Carly Fiorina: Mit harten Bandagen. Die Autobiografie. Campus, Frankfurt am Main 2006, ISBN 3-593-38274-1.